# 2-Pentanol
2-Pentanol (o pentan-2-ol, alcohol sec-amílico, sec-pentanol) es un alcohol con cinco átomos de carbono y doce de hidrógeno, cuya fórmula molecular es C5H12O. Es un líquido incoloro de olor alcohólico agradable a fruta verde. Es irritante al ser inhalado o entrar en contacto con la piel o los ojos.

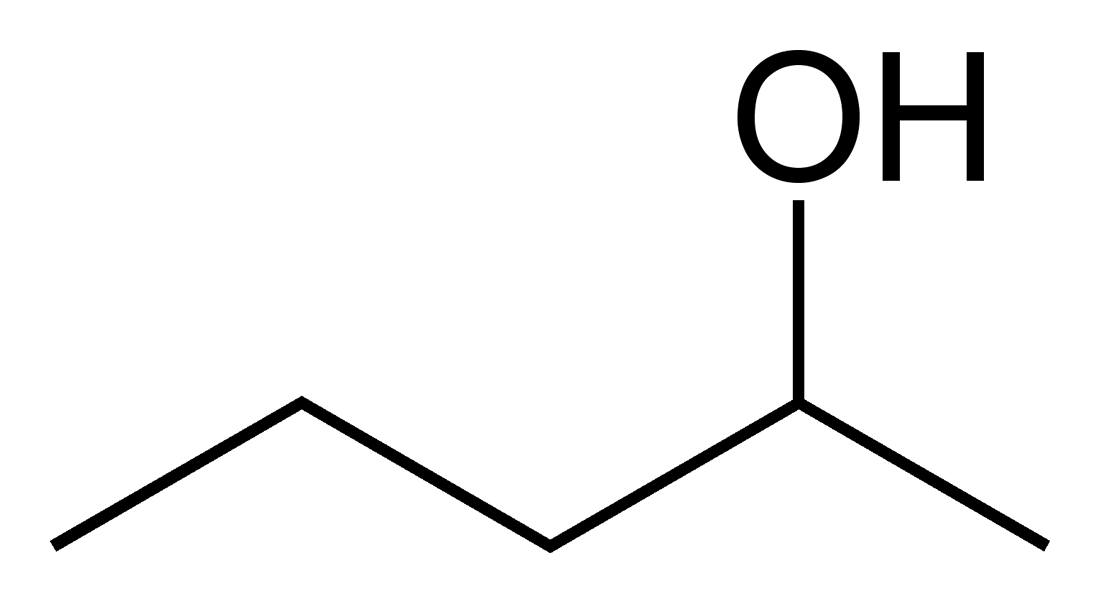
Molécula de 2-pentanol.

Hay otros siete isómeros estructurales de pentanol (ver alcohol amílico). Posee un carbono asimétrico por lo que presenta isomería óptica y existen dos estereoisómeros llamados (R)-2-pentanol y (S)-2-pentanol, con olores y propiedades ligeramente diferentes).
Se obtiene a partir de propionato de vinilo y se emplea como reactivo de síntesis y como disolvente. La variedad (S)-2-pentanol se emplea como intermedio de síntesis de fármacos contra la enfermedad de Alzheimer y del (S)-(-)-feniletanol, un potenciador de aromas verdes y florales usado en perfumería.
Sus principales derivados son el 2-fenil-2-pentanol, 4-metil-2-pentanol y 3,3-dimetil-2-pentanol. 